# Société européenne
Pour les articles homonymes, voir SE.
Une société européenne (societas europaea, SE) ou entreprise européenne est une société qui peut exercer ses activités dans tous les États membres de l'Union européenne sous une forme juridique unique et commune à tous ces États, définie par le droit communautaire.

## Histoire
En 2001, après plusieurs dizaines d'années de discussions[réf. nécessaire], l'Union européenne adopte un règlement établissant le statut de la société européenne et une directive connexe concernant la participation des travailleurs des sociétés européennes.
Cette législation permet aux entreprises de réduire leurs coûts administratifs et leur offre une structure juridique adaptée au marché intérieur, en évitant les contraintes juridiques et pratiques qui résultent de la multiplicité des ordres juridiques nationaux.
Le statut de société européenne est officiellement entré en vigueur le 8 octobre 2004 par le Règlement communautaire n°2157/2001 du 8 octobre 2001. En France, c'est la loi Breton n° 2005-842 du 26 juillet 2005 qui transpose dans le droit national les dispositions du règlement européen, en consacrant le chapitre IX du code de commerce à la société européenne (articles L. 229-1 et suivants).
Longtemps considéré comme l’arlésienne du droit communautaire, le statut de société européenne voit le jour en 2001, après une des gestations les plus longues de l’histoire de l’Europe. La création de ce statut est « miraculeuse et constitue un premier pas vers un droit européen des sociétés fédéral ». En 2010 le bilan était mitigé[évasif].
En 2014, le site de la Commission européenne n'est pas totalement complet[évasif] sur les législations nationales.
Début 2014, on dénombre 2115 sociétés européennes en Europe parmi lesquelles 23 sont françaises.

## Statut d'une SE
Les points à retenir :
- Le capital social d’une société européenne doit être au moins de 120 000 €.
- Le siège social de la société européenne doit correspondre au lieu où se trouve son administration centrale, c’est-à-dire à son siège réel.
- Elle a la possibilité de transférer son siège facilement d'un pays européen à un autre.
- Elle est présidée par une personne morale ou physique
- La SE a un devoir d'immatriculation et une obligation de publicité dans le JOUE (Journal officiel de l'Union européenne).
- La société européenne peut être constituée par une autre société européenne, qui sera son associé unique. La société européenne filiale sera alors soumise, en droit français, aux dispositions relatives à l'EURL.
- La dénomination d'une société européenne doit être suivie du sigle « SE ».
- La constitution d'une société européenne implique une phase d'information / consultation avec les représentants des salariés
- La société européenne ne peut pas être créée ex nihilo.

## Les réflexions autour du statut de société européenne
Les dernières versions du règlement et de la directive concernant la société européenne ont été adoptées comme une alternative à la mobilité généralisée des entreprises en Europe.
Un travail scientifique de thèse est soutenu en 1998 à la faculté de droit de Sceaux (Paris XI). Ce travail sert de base l'organisation de nombreux colloques internationaux, la publication de deux ouvrages et la mise en place au Sénat français d'un groupe de travail qui contribue à l'élaboration du dispositif actuel.
Des universitaires européens et des personnes politiques comme Jean-Pierre Raffarin, Christian Poncelet, Jean-Jacques Hyest ou Jean-Guy Branger, contribuent à la réflexion en organisant une série de colloques. Un cercle de réflexion est né d'une présentation en 2002 au Sénat français. Un ouvrage complet et unique, publié aux Éditions De Gruyter et sous l'égide du Recteur de l'Université de Heidelberg (Allemagne), regroupant l'ensemble des législations des États membres, est présenté au Sénat français. Christian Poncelet, Président du Sénat français, encourage ce travail.
Le débat sur la transposition de la société européenne en France a consisté à faire admettre que la SE était une société à la fois relevant d'un régime national et communautaire. Il fallait limiter l'effet des options contenues dans le règlement qui pouvait priver celui-ci d'effet direct. Les fonctionnaires qui ont eu le dernier mot sur les décrets n'ont peut être pas toujours intégré cet aspect pratique. En effet, les SE qui ont été créées jusqu'ici étaient des SE politiques dont la validité des montages n'engage que peu de responsabilités. Par exemple il n'était pas possible de créer une SE avant l'adoption des dispositions sociales sous peine de nullité du montage... Depuis l'adoption du volet social tout redevient possible...
Pourtant lorsque l'on contacte des greffes des Tribunaux de Commerce pour avoir un formulaire de Fusion sous forme de SE, il est envoyé un formulaire de fusion nationale. À la différence de la Grande-Bretagne, la France n'a pas revu les formalités pour l'immatriculation des SE.[réf. nécessaire]

## Constitution d'une société européenne

### Les quatre modes de constitution d'une SE
- fusion de deux ou plusieurs sociétés ;
- création d'une société holding ;
- constitution d'une filiale commune à deux ou plusieurs sociétés ;
- transformation d'une société anonyme de droit national.

L'accord sur la SE représente l'une des priorités identifiées par le « Plan d'action pour les services financiers » (PASF), étant considéré essentiel à la création d'un marché pleinement intégré des services financiers.
Il existe des mentions importantes et impératives relatives au pays d'origine de la société qui fusionne ou qui opère une migration qui ne figurent pas dans les formulaires CERFA. Qui posera à la CJCE la question d'une mesure d'effet équivalent à une restriction à la liberté de circulation des personnes morales ? Des questions relatives à la mise en place de la SE continuent à être posées au gouvernement. Il est curieux que Madame Lenoir n'ait pas tenu compte du travail très important accompli par le Président de la Commission des Lois du Sénat et par le Sénateur Jean-Guy Branger.
Du point de vue pratique, depuis une région industrielle et frontalière susceptible d'attirer des sièges grâce aux espaces immenses disponibles comme le Nord-Pas-de-Calais et sous l'angle de l'attractivité de la France, le dispositif peut sembler imparfait comparé au droit fédéral américain des sociétés. On peut citer un extrait de l'étude publiée sur le site www.se-network.org

## Réflexions sur l’accueil de la SE
Bien que l'idée de société européenne soit plus ancienne la création du statut de société européenne s'est faite dans les années 2000. Au sommet de Nice, fin 2000, le conseil de l'Union européenne adopte un projet de règlement créant la SE ainsi qu'une directive sur l'implication des travailleurs de ce type de structure. Les textes définitifs sont adoptés le 8 octobre 2001
Le 8 octobre 2004 elle est devenue une réalité dans certains pays et les entrepreneurs peuvent l’utiliser ou la prévoir dans leurs stratégies.
Pour faciliter l’adaptation des droits nationaux, certains auteurs ont alors développé une approche systématique des lois nationales des différents États membres, basée sur une lecture concomitante du règlement et de la directive européens. De nombreux États membres ont décidé d’assouplir leur droit national des sociétés pour offrir à la SE un cadre privilégié.
La doctrine allemande, par exemple, consciente des enjeux économiques pour le pays, a rapidement penché en faveur de l’agrégation au droit des Aktiengesellschaft de la « petite » Aktiengesellschaft, tout en considérant que ni la France ni les autres pays ne disposaient d’un outil aussi souple. Le gouvernement Français a déjà discrètement pris la mesure de la SE. La loi de finance pour 2005 permet d’ailleurs d’aménager la liberté de circulation hors de France en prévoyant une neutralité fiscale des transferts opérés par la SE.
Certains peuvent être tentés par l’exercice consistant à renégocier le règlement ou à le priver de son effet direct en le transposant en droit national sous couvert d’exercer des options. Les différents services qui ont constitué des groupes de travail sur la question de la SE en France (Assemblée nationale, Sénat, ministères…) s’accordent sur le point que la SE ne doit pas échapper à l’adage selon lequel on ne doit pas confondre vitesse et précipitation et qu’il convient d’attendre peut être les expériences en cours dans les autres pays, en particulier en Autriche ou au Danemark et en Suède avant que d’adopter une législation inadaptée ou dangereuse.
Les arbitrages en cours dans la fusion NORDEA concernent principalement les fonds de pension et la couverture sociale des employés. Les notaires autrichiens risquent de découvrir les « charmes » des négociations avec les syndicats allemands lors d’une transformation de société nationale en SE ! Le gouvernement français risque de leur demander « d’assurer » les montages juridiques. Le contrat de société conduisant à la création d’une SE doit générer de la sécurité juridique et non des incertitudes.
La jurisprudence récente de la Cour d’appel de Douai (METALEUROPE) montre que l’ordre public économique est pris en compte dans des décisions qui se trouvent au confluent des délocalisations, du droit commercial et du droit social.
Les caisses (ARRCO, AGIRC...) peuvent avoir intérêt à demander que les comptes soient clairs lors des opérations impliquant une mobilité transfrontalière ou des transferts d’actifs. La SE est un instrument de mobilité encadrée. Les autorités françaises ne s’en désintéressent pas. Les services des différents ministères concernés travaillent sur la question depuis 2002.
Un rapprochement des opinions s’effectue en ce moment[Quand ?]. Le Sénat français a accueilli trois conférences en 2002 et 2003 au sujet de la SE. Trois propositions de loi[Lesquelles ?] sont issues de ces travaux.
Au 29 août 2011, 903 SE ont été immatriculées dans l'Union européenne dont la majorité en République tchèque et en Allemagne.
Début 2014, il y a 2 115 SE immatriculées dans l'Union européenne.